# Guy Thys
Guy Thys (Amberes, Bélgica, 6 de diciembre de 1922-Amberes, 1 de agosto de 2003) fue un jugador y entrenador de fútbol belga. En su etapa como jugador profesional se desempeñaba como delantero.
Como entrenador, logró un subcampeonato en la Eurocopa 1980 y un cuarto puesto en la Copa del Mundo de 1986 con la selección belga.
Su padre Ivan y su tío Joseph también fueron futbolistas.

## Selección nacional
Fue internacional con la selección belga en 2 ocasiones.

## Equipos

### Como jugador
| Equipo                      | País    | Año       |
| --------------------------- | ------- | --------- |
| Beerschot                   | Bélgica | 1939-1950 |
| → Daring Bruxelles (cedido) | Bélgica | 1942-1943 |
| Standard de Lieja           | Bélgica | 1950-1954 |
| Círculo de Brujas           | Bélgica | 1954-1958 |
| Lokeren                     | Bélgica | 1958-1959 |

### Como entrenador
| Equipo                                 | País    | Año       |
| -------------------------------------- | ------- | --------- |
| Círculo de Brujas (jugador-entrenador) | Bélgica | 1954-1958 |
| Lokeren (jugador-entrenador)           | Bélgica | 1958-1959 |
| Wezel Sport                            | Bélgica | 1960-1963 |
| Herentals                              | Bélgica | 1963-1966 |
| Beveren                                | Bélgica | 1966-1969 |
| Union Saint-Gilloise                   | Bélgica | 1969-1973 |
| Royal Antwerp                          | Bélgica | 1973-1976 |
| Selección nacional                     | Bélgica | 1976-1989 |
| Selección nacional                     | Bélgica | 1990-1991 |

## Palmarés

### Como jugador

#### Campeonatos nacionales
| Título          | Equipo            | País    | Año  |
| --------------- | ----------------- | ------- | ---- |
| Copa de Bélgica | Standard de Lieja | Bélgica | 1954 |

### Como entrenador

#### Campeonatos nacionales
| Título                      | Equipo  | País    | Año  |
| --------------------------- | ------- | ------- | ---- |
| Segunda División de Bélgica | Beveren | Bélgica | 1967 |

#### Distinciones individuales
| Distinción                                        | Año  |
| ------------------------------------------------- | ---- |
| Premio World Soccer al mejor entrenador del mundo | 1986 |